# Coppa dei Campioni del Golfo 2011
La Coppa dei Campioni del Golfo 2011 è la 26ª edizione della coppa a cui prendono parte 12 squadre da 5 federazioni provenienti da tutto il Golfo Persico.
La competizione è stata vinta dall'Al Shabab Al Arabi Club che si aggiudica la seconda edizione della coppa nella sua storia, dopo aver vinto il derby emiratino contro l'Al-Ahli Club

## Gruppi
Le squadre sono state divise in quattro gruppi da tre squadre ciascuno.
Si qualificano alla fase finale le prime due di ogni girone.
| Gruppo A                      | Gruppo B                      | Gruppo C                   | Gruppo D                                    |
| ----------------------------- | ----------------------------- | -------------------------- | ------------------------------------------- |
| Al-Riffa Al-Salmiya Al-Shabab | Al-Arabi Doha Saham Al-Dhafra | Dhofar Al-Kharitiyat Kazma | Al-Ahli Manama Al-Ahli Club Al-Arabi Kuwait |

## Fase a Gironi

### Gruppo A
| Team       | Gio. | V | N | P | GF | GS | DR | Pun. |
| ---------- | ---- | - | - | - | -- | -- | -- | ---- |
| Al-Shabab  | 4    | 3 | 0 | 1 | 4  | 1  | +3 | 9    |
| Al-Riffa   | 4    | 1 | 1 | 2 | 3  | 5  | -2 | 4    |
| Al-Salmiya | 4    | 1 | 1 | 2 | 3  | 4  | -1 | 4    |

|            | ACD   | BRC   | ASL   |
| ---------- | ----- | ----- | ----- |
| Al-Shabab  | –     | 1 – 0 | 0 – 1 |
| Al-Riffa   | 0 – 2 | –     | 1 – 0 |
| Al-Salmiya | 0 – 1 | 2 – 2 | –     |

### Gruppo B
| Team          | Gio. | V | N | P | GF | GS | DR  | Pun. |
| ------------- | ---- | - | - | - | -- | -- | --- | ---- |
| Al-Arabi Doha | 4    | 3 | 0 | 1 | 7  | 6  | +1  | 9    |
| Al-Dhafra     | 4    | 2 | 1 | 1 | 12 | 3  | +9  | 7    |
| Saham         | 4    | 0 | 1 | 3 | 3  | 13 | -10 | 1    |

|               | AAR   | ADR   | SHC   |
| ------------- | ----- | ----- | ----- |
| Al-Arabi Doha | –     | 1 – 0 | 5 – 1 |
| Al-Dhafra     | 5 – 2 | –     | 6 – 1 |
| Saham         | 0 – 1 | 1 – 1 | –     |

### Gruppo C
| Team          | Gio. | V | N | P | GF | GS | DR | Pun. |
| ------------- | ---- | - | - | - | -- | -- | -- | ---- |
| Kazma         | 4    | 4 | 0 | 0 | 5  | 1  | +4 | 12   |
| Dhofar        | 4    | 2 | 0 | 2 | 7  | 6  | +1 | 6    |
| Al-Kharitiyat | 4    | 0 | 0 | 4 | 3  | 7  | -3 | 0    |

|               | KAZ   | DOF   | AKR   |
| ------------- | ----- | ----- | ----- |
| Kazma         | –     | 1 – 0 | 1 – 0 |
| Dhofar        | 1 – 2 | –     | 4 – 2 |
| Al-Kharitiyat | 0 – 1 | 1 – 2 | –     |

### Gruppo D
| Team            | Gio.     | V        | N        | P        | GF       | GS       | DR       | Pun.     |
| --------------- | -------- | -------- | -------- | -------- | -------- | -------- | -------- | -------- |
| Al-Ahli Club    | 2        | 2        | 0        | 0        | 3        | 1        | +2       | 6        |
| Al-Arabi Kuwait | 2        | 0        | 0        | 2        | 1        | 3        | -2       | 0        |
| Al-Ahli Manama  | ritirata | ritirata | ritirata | ritirata | ritirata | ritirata | ritirata | ritirata |

| Al-Ahli Club    | –        | 1 – 0    | –        |          |          |          |          |          |
| Al-Arabi Kuwait | 1 – 2    | –        | –        |          |          |          |          |          |
| Al-Ahli Manama  | ritirata | ritirata | ritirata | ritirata | ritirata | ritirata | ritirata | ritirata |

## Fase Finale

### Quarti di Finale
| Squadra 1     | Risultato   | Squadra 2       |
| ------------- | ----------- | --------------- |
| Al-Dhafra     | 1 – 3       | Al-Ahli Club    |
| Al-Arabi Doha | 0 – 2       | Al-Arabi Kuwait |
| Al Shabab     | 4 – 0       | Dhofar          |
| Kazma         | 2 – 2 (4-3) | Al-Riffa        |

## Semi-Finali
| Squadra 1 | Totale | Squadra 2       | Andata | Ritorno |
| --------- | ------ | --------------- | ------ | ------- |
| Kazma     | 1 – 2  | Al-Ahli Club    | 0 – 1  | 1 – 1   |
| Al Shabab | 3 – 2  | Al-Arabi Kuwait | 1 – 1  | 2 – 1   |

## Finale

### Andata
| Dubai 26 ottobre 2011, ore 19:30 UTC+3                                                | Al-Ahli Club | 3 – 2             | Al Shabab | Rashed Stadium (12.864 spett.) |
| \| \| \| \| \| Grafite 10’ Husain 29’ Khalil 51’ \| Marcatori \| 9’ Obaid 49’ Ciel \| |              |                   |           |                                |
|                                                                                       |              |                   |           |                                |
| Grafite 10’ Husain 29’ Khalil 51’                                                     | Marcatori    | 9’ Obaid 49’ Ciel |           |                                |

### Ritorno
| Arbitro: | Shukralla |

|                   |           |  |
| Ahmed 13’ Ali 77’ | Marcatori |  |